# 光洋台站
光洋台站（日语：／ Kōyōdai eki */?）是位於日本愛媛縣松山市，隸屬於四國旅客鐵道（JR四國）予讚線的鐵路車站。車站編號為Y51。本站是日本國鐵末期所開設的大量簡易車站之一，現時只停靠普通列車。

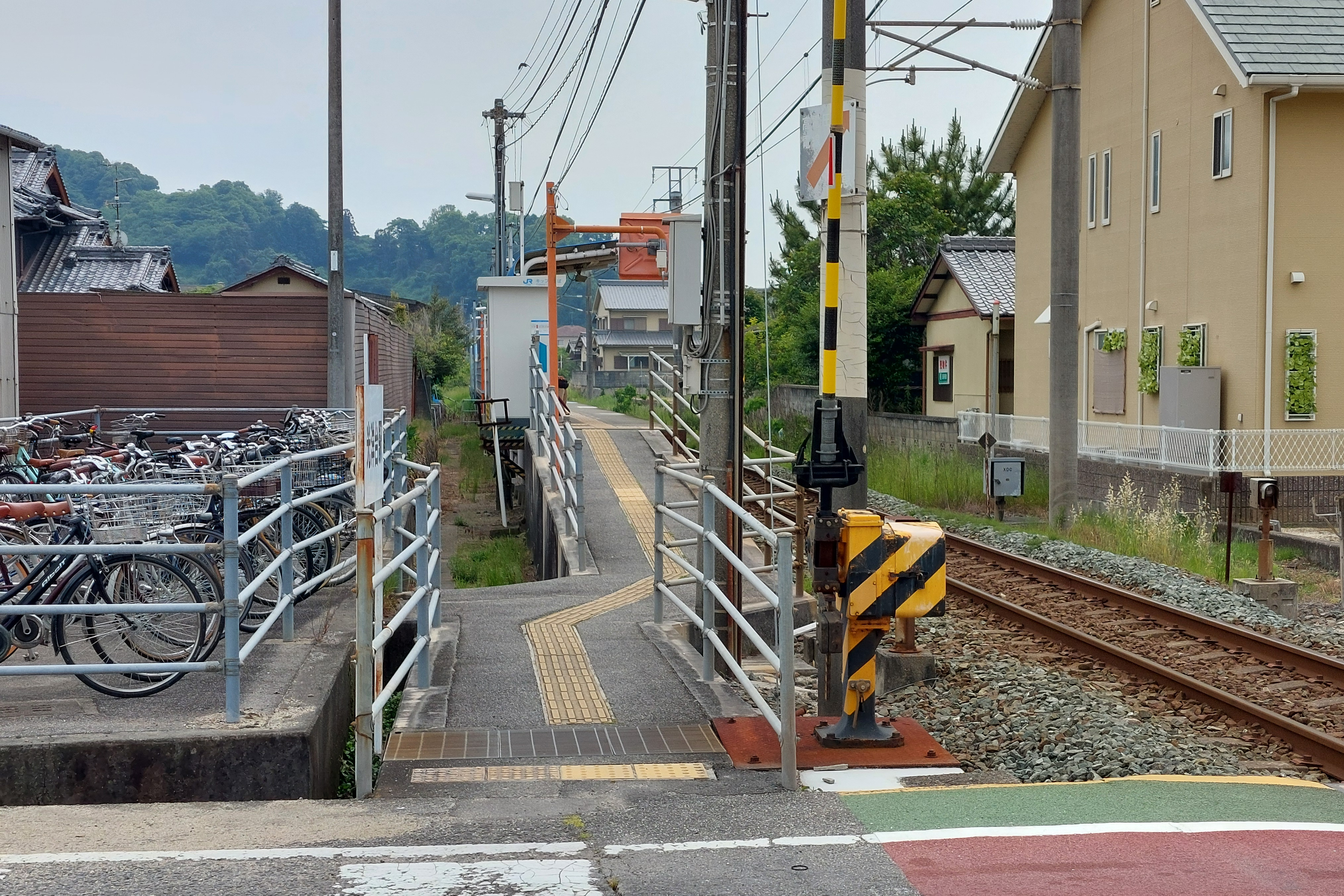
車站入口 (2024年5月)

## 車站結構
本站採用簡易車站模式，因此不設置站房，車站出入口設於月台末端向粟井站方向，為無障礙斜道，可以直接進入月台範圍。自動售票機設置於斜道的頂端，緊貼著有蓋候車亭及座椅。在車站出入口旁設有細小的單車停泊場。
站內設有1座側式月台，有效長度為4輛，列車無法在此站交換，設備相當簡單。列車停靠時往上行方向的列車為右側開門，下行方向的列車為左側開門。

### 月台配置
| 路線    | 方向 | 目的地                                             | 備註 |
| ------- | ---- | -------------------------------------------------- | ---- |
| ■予讚線 | 上行 | 伊予北條、今治、伊予西條、觀音寺、多度津、高松方向 |      |
| ■予讚線 | 下行 | 松山、伊予市方向                                   |      |

## 歷史
- 1986年11月1日：開業。
- 1987年4月1日：日本國鐵分割民營化，車站經營權由JR四國繼承。

## 相鄰車站
四國旅客鐵道
■予讚線
粟井（Y50）－光洋台（Y51）－堀江（Y52）